# Grallaria sinaensis
Grallaria sinaensis  (лат.) — вид птиц из семейства гралляриевых (Grallariidae). Видовое название присвоено в честь местности, где эти птицы обитают.

## Таксономия
Выделен в результате пересмотра учёными видового комплекса Grallaria rufula, относящиеся к которому популяции птиц на основании филогенетических изысканий, различий в вокализации и оперении были повышены в ранге до отдельных видов.

## Распространение
Обитают в Перу, в регионе Пуно и в крайней западной части департамента Ла-Пас в Боливии, на высотах между 2900 и 3150 м над уровнем моря.